# Eímear Noone
Pour les articles homonymes, voir Noone.
Eímear Noone est une cheffe d'orchestre et compositrice irlandaise, principalement connue pour son travail sur la musique de jeu vidéo pour lequel elle a été récompensée à plusieurs reprises. Elle a dirigé l'Orchestre de Philadelphie, le Royal Philharmonic, l'Orchestre symphonique de Bretagne, le Sydney Symphony ainsi que plusieurs autres orchestres nationaux. Noone a été la première femme à diriger au National Concert Hall de Dublin, en Irlande.

## Biographie
Originaire de Kilconnell, elle commence la musique en jouant avec un sifflet puis se tourne vers la flûte et le piano et prend des cours à la Royal Irish Academy of Music. Noone est diplômée du Trinity College de Dublin où elle découvre le métier de chef d'orchestre vers lequel elle finit par se tourner. Elle a cofondé le Dublin City Concert Orchestra et est la co-créatrice du Festival international de musique de jeux vidéo de Dublin.
Que ce soit en tant que compositrice ou chef d'orchestre, Eímear Noone a travaillé sur près d'une trentaine de films et jeux vidéo, notamment certains titres célèbres des studios Blizzard Entertainment comme Overwatch (2016), Hearthstone: Héros de Warcraft (2014), Diablo III (2012), StarCraft 2: Wings of Liberty (2010) ou encore World of Warcraft (2004) et ses extensions, ; elle participe également à l'enregistrement de l'édition spéciale du CD des 25 ans de The Legend of Zelda (inclus dans le jeu The Legend of Zelda: Skyward Sword), ainsi qu'à la tournée de Symphony of the Goddesses qui fait suite. À l'occasion du 25e anniversaire de la série Legend of Zelda, Eímear Noone est filmée en train de diriger, en vue de la réalisation de la toute première séquence en trois dimensions d'un orchestre symphonique pour la Nintendo 3DS,.
En 2020, elle devient la première femme à diriger l'orchestre lors de la cérémonie des Oscars. Pendant la cérémonie, l'orchestre interprète 42 morceaux musicaux issus des cinq films nommés pour l'Oscar de la meilleure musique de film. Quelques jours plus tard, elle sert de chef d'orchestre lors d'un concert exceptionnel pour accompagner l'hologramme de Maria Callas à l'Orpheum Theater de Vancouver.

## Récompenses et nominations
La partition qu'a écrite Eímear Noone pour World of Warcraft: Warlords of Draenor a reçu le prix Hollywood Music in Media (en) en 2014 pour le « Meilleur jeu vidéo » et est nommée pour cinq récompenses aux Annual Game Music Awards 2014.